# 65-й батальон Канадского экспедиционного корпуса
65-й батальон Канадского экспедиционного корпуса — подразделение Канадского экспедиционного корпуса во время Первой мировой войны.
Батальон был сформирован 20 апреля 1915 г. и проводил набор солдат в Саскатуне, Принсе-Альберте, Виннипеге и на прилегающих территориях Манитобы, Саскачевана. Отплыл в Великобританию 18 июня 1916 г. Личный состав подразделения 30 июня 1916 г. вошёл в составы 44-го, 46-го, 54-го и 72-го батальонов Канадского экспедиционного корпуса, был расформирован 12 октября 1917 г. Батальоном командовал подполковник Н. Ланг.